# Matrice unitate
În algebra liniară, matricea unitate (sau matricea identitate) de ordinul n este matricea pătrată n × n care conține 1 pe diagonala principală și 0 în afara acesteia. Această matrice se notează In, unde n este ordinul matricei (numărul de linii). 
{\displaystyle I_{1}={\begin{bmatrix}1\end{bmatrix}},\ I_{2}={\begin{bmatrix}1&0\\0&1\end{bmatrix}},\ I_{3}={\begin{bmatrix}1&0&0\\0&1&0\\0&0&1\end{bmatrix}},\ \cdots ,\ I_{n}={\begin{bmatrix}1&0&\cdots &0\\0&1&\cdots &0\\\vdots &\vdots &\ddots &\vdots \\0&0&\cdots &1\end{bmatrix}}}